# Arma BB

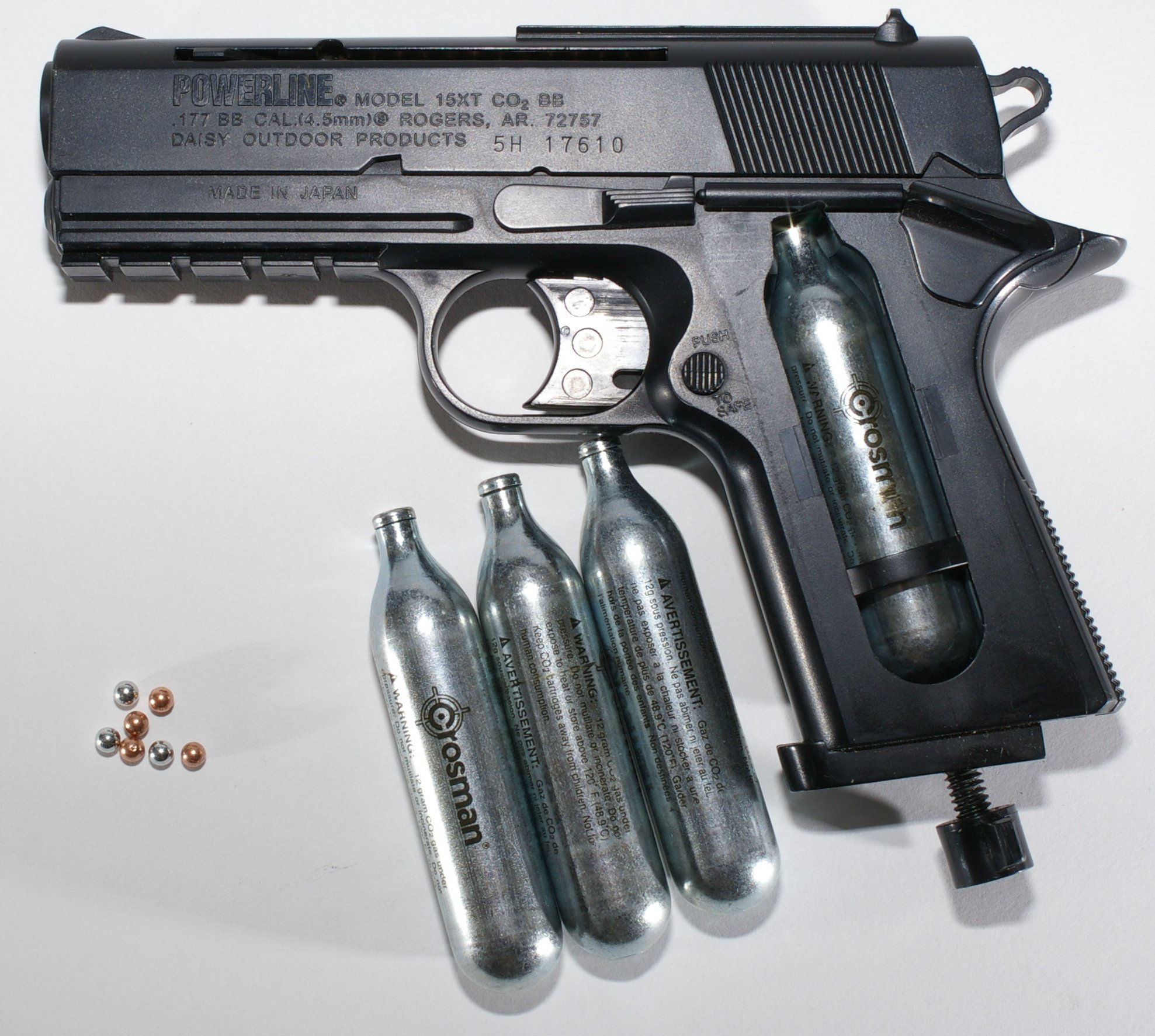
Uma pistola BB com
cilindros de CO2 e munições BB.

As armas BB são armas pneumáticas projetadas para disparar projéteis metálicos esféricos chamados BBs (que não devem ser confundidos com rolamentos de esferas), que são aproximadamente do mesmo tamanho do "tiro número 9" ou "BB" - 4,6 mm de diâmetro. 

## Histórico
A primeira armas BB a ser apresentada em público e patenteada por William F. “Phil” Markham  foi comercializada como "the Chicago", em 1886. Uma empresa (a Markham Air Rifle Company), surgiu logo depois para comercializar esse seu produto. Na década de 1920, ele já estava rico. Vendeu seu negócio de armas BB para a empresa Daisy e morreu em 1930.
A Daisy, por sua vez, evoluiu o produto original de seu fundador, Clarence Hamilton, e criou aquela que viria a ser a arma BB mais conhecida: o "Daisy Red Ryder Model 1938", em dois modelos - adulto e jovem, e se mantém no mercado a mais de 80 anos.

## Características
As armas BB modernas geralmente têm um cano com calibre de 4,5 mm (.177 pol.), Embora muitas outras variedades estejam disponíveis. Essas armas geralmente usam BBs de aço, revestidos de zinco ou cobre para resistir à corrosão, que medem 4,3 a 4,4 mm (0,171 a 0,173 pol) de diâmetro e 0,33 a 0,35 g (5,1 a 5,4 gr) de peso. 
Alguns fabricantes ainda fabricam as esferas de chumbo tradicionais de maior diâmetro, que pesam entre 0,48 a 0,50 g (7,4 a 7,7 gr), que geralmente são destinadas ao uso em canos estriados (devido ao chumbo ter melhor maleabilidade).